# Heleia dohertyi
Heleia dohertyi là một loài chim trong họ Zosteropidae.